# Osachi Hamaguchi
Osachi Hamaguchi (濱口 雄幸 Hamaguchi Osachi?,  1 de abril de 1870 - 26 de agosto de 1931) fue un político japonés, vigesimoséptimo primer ministro de Japón (2 de julio de 1929 - 14 de abril de 1931). Fue llamado el Premier León por la melena leonina que llevaba y por su actitud digna.

## Primer ministro de Japón

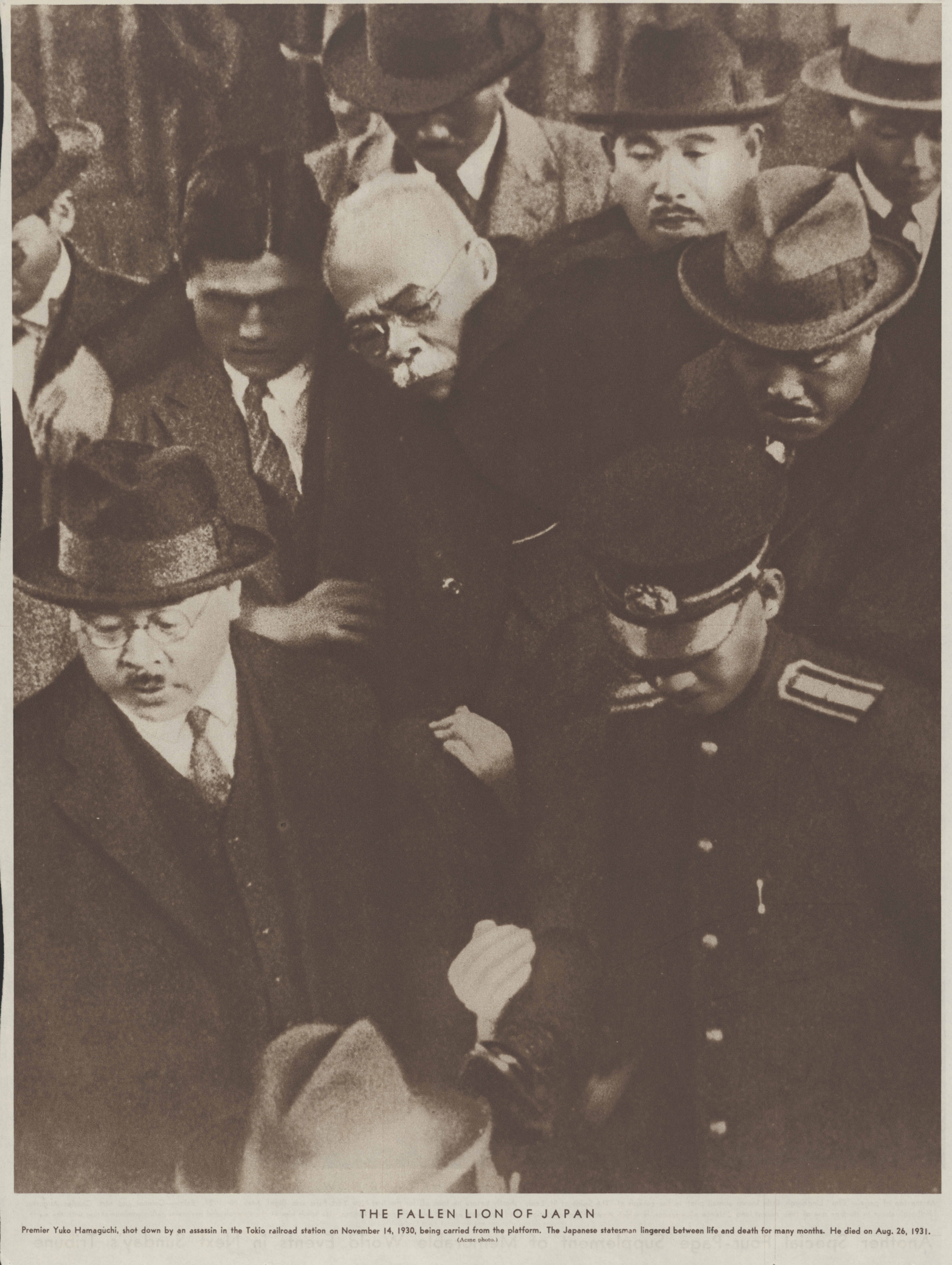
Intento de asesinato de Hamaguchi Osachi dentro de la estación de Tokio, 14 de noviembre de 1930

Nació en la prefectura de Kōchi. Hizo carrera en el ministerio de finanzas, y llegó a ser presidente de su partido —el liberal Rikken Minseito o Partido Democrático Constitucional— y finalmente primer ministro. Intentó sin mucho éxito estabilizar la economía japonesa durante la gran depresión mundial, y subordinar a los militares a la autoridad civil, lo que provocó las iras de los derechistas.

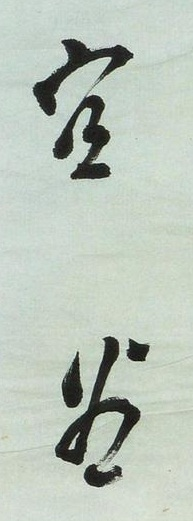
Caligrafía de Hamaguchi.

La firma por Japón del Tratado Naval de Londres de 1930 desencadenó una campaña en contra encabezada por el Estado Mayor de la Armada y apoyada por la derecha, por el partido de la oposición Rikken Seiyukai (Amigos del Gobierno Constitucional) y por los miembros más conservadores del Consejo Privado del emperador, aunque su objetivo en realidad era debilitar el liderazgo Hamaguchi y reforzar así la posición del Ejército y de la Armada imperiales.
Hamaguchi no cedió porque sabía que contaba con el apoyo del emperador Hirohito. «Es indiferente que el Consejo Privado se oponga a nosotros. Tengo la intención de solicitar una sanción imperial [contra el consejo] y no daré ningún paso para facilitar el compromiso», declaró. Así que el 19 de septiembre el Consejo Privado renunció a oponerse al Tratado, y un mes después, Hamaguchi, el primer ministro de Gran Bretaña y el presidente de Estados Unidos anunciaban simultáneamente por la radio la ratificación formal del Tratado. «Fue un golpe publicitario sin precedentes».
Sin embargo, la campaña contra Hamaguchi no amainó, esta vez liderada por el parlamentario de Seiyukai Ichiro Hatoyama quien afirmó que el control del armamento no era competencia del gobierno, sino de los Estados Mayores del Ejército y de la Marina, por lo que se les debían conceder mayores competencias políticas. En ese contexto se produjo un atentando contra Hamaguchi el 14 de noviembre de 1930 perpetrado por un ultranacionalista en desacuerdo con la ratificación del Tratado en el que resultó gravemente herido.

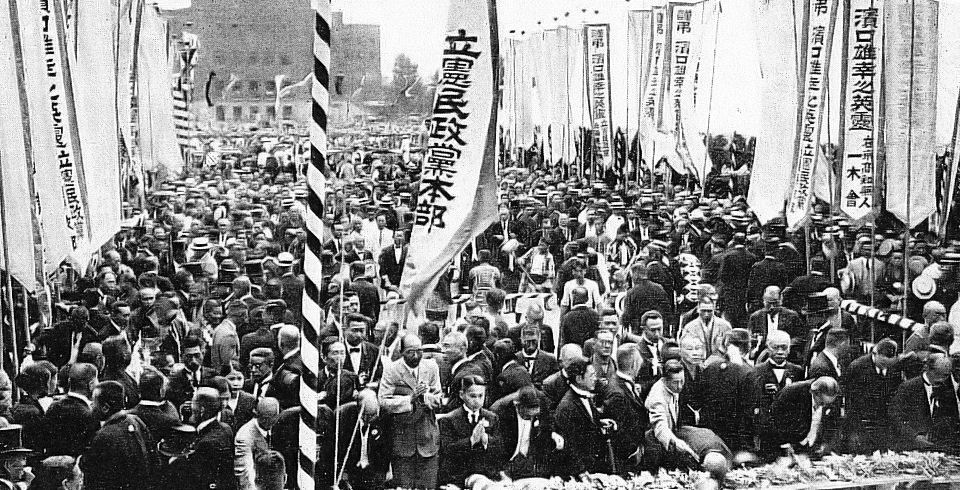
Funeral de Osachi Hamaguchi

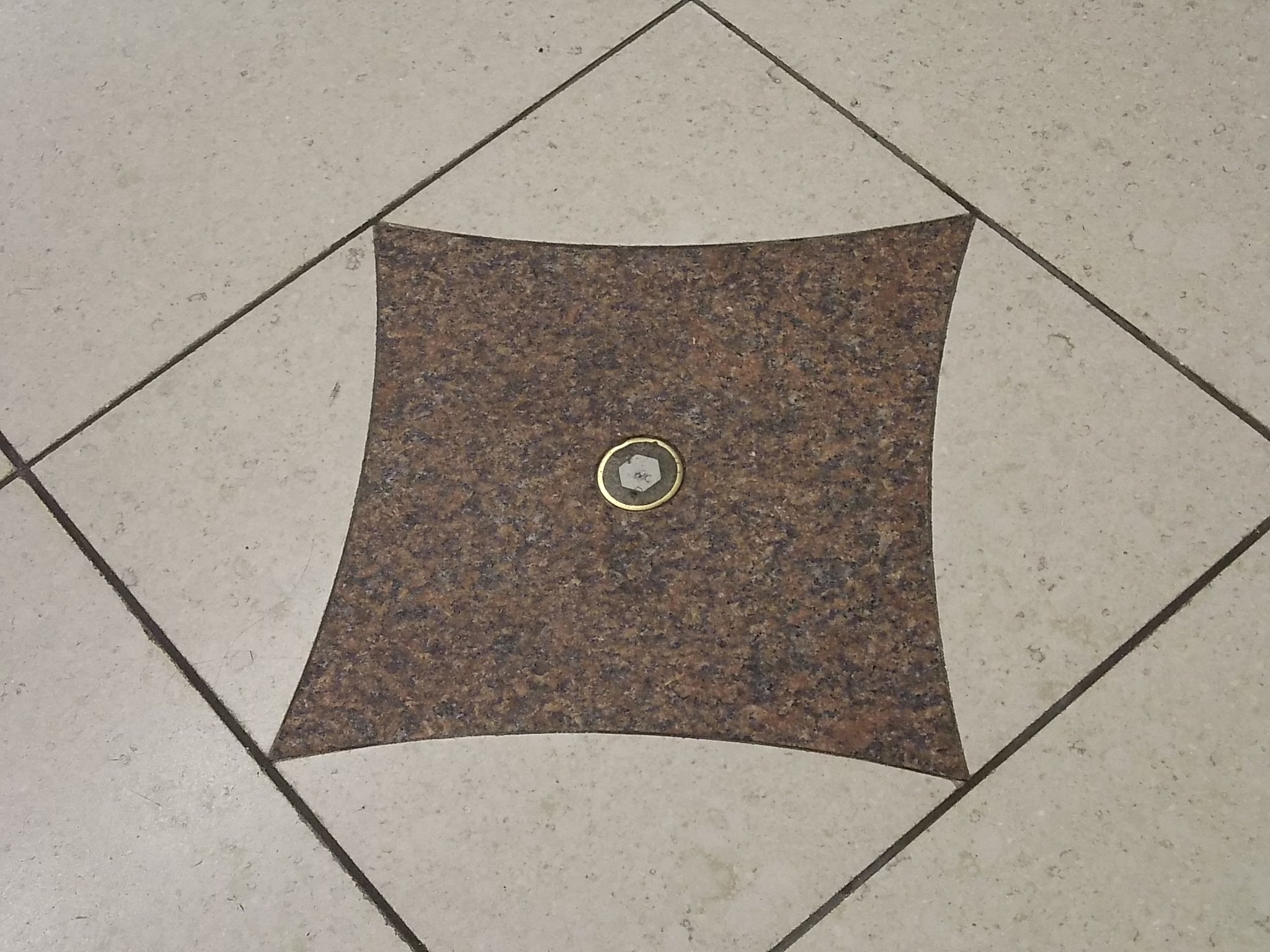
El lugar de Tokio donde le disparó el ultranacionalista contrario a la ratificación del Tratado Naval de Londres.

Tras las elecciones de principios de 1931 continuó como primer ministro, pero, a pesar de que su estado de salud seguía siendo muy delicado a causa del atentado, Hatoyama y su partido exigieron que fuera al parlamento a defender la política del gobierno y no se conformaron con la presencia del primer ministro en funciones. Finalmente Hamaguchi, desatendiendo el consejo de los médicos, acudió para intentar que se aprobaran los importantes proyectos de ley de reformas sociales y políticas que había presentado el gobierno —uno de ellos reducía la edad de voto masculino de los veinticinco a los veinte años y concedía el derecho de voto a las mujeres en las elecciones locales—. En las diez sesiones a las que asistió fue sometido a todo tipo de improperios —la oposición gritaba «Hable más alto» y «Piérdase, muérase»— y finalmente dimitió en abril de 1931. Murió cuatro meses después.